# جاکس پسیفیک
جاکس پسیفیک (انگلیسی: Jakks Pacific) شرکت کالای آمریکایی است، که در سال ۱۹۹۵ تأسیس شد.